# Eric Coates (compositeur)
Pour les articles homonymes, voir Coates.
Eric Coates né à Hucknall (comté de Nottinghamshire) le 27 août 1886 et décédé à Chichester le 21 décembre 1957 est un compositeur de musique légère et altiste britannique. Il est particulièrement connu pour sa valse By the Sleepy Lagoon, dont le trompettiste Harry James a fait un succès numéro 1 en 1942, et également pour sa marche militaire The Dam Busters March, utilisée comme la thème du film de guerre de 1955 Les Briseurs de barrages.
Eric Coates n'a pas de liens familiaux avec son contemporain compositeur et chef d'orchestre Albert Coates.

## Biographie

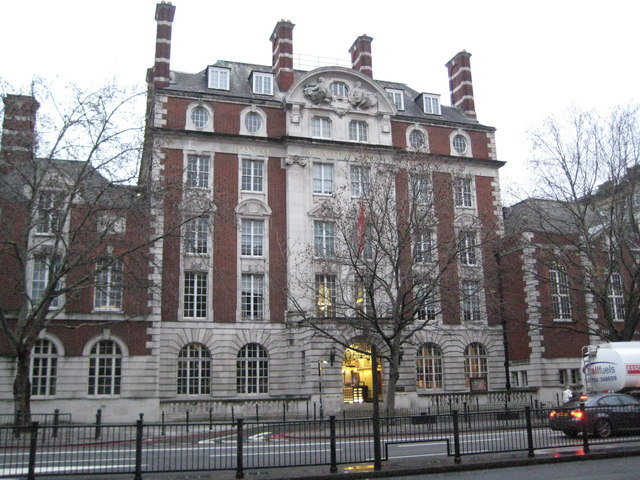
Royal Academy of Music à Londres

Élève de la Royal Academy of Music dès 1906, il suit les cours de Frederick Corder en composition et de Lionel Tertis (1876–1975) pour l'alto.